# Belfort Duarte
Belfort Duarte, właśc. João Evangelista Belfort Duarte (ur. 27 listopada 1883 w São Luís, zm. 27 listopada 1918 w Campo Belo) – brazylijski piłkarz i trener. W czasie kariery piłkarskiej występował na pozycji środkowego obrońcy.

## Kariera piłkarska
Pochodzący z São Luís Belfort Duarte karierę rozpoczął w klubie Mackenzie College São Paulo w 1898 roku. W 1906 roku przeniósł się do Rio de Janeiro, gdzie został zawodnikiem klubu América.
Z Américą zdobył mistrzostwo stanu Rio de Janeiro – Campeonato Carioca w 1913 roku. W Américą pełnił rolę kapitana, dyrektora i skarbnika klubu.

## Kariera trenerska
Po zakończeniu kariery piłkarskiej Belfort Duarte został trenerem. W 1916 roku był trenerem Amériki, z którą zdobył mistrzostwo stanu Rio de Janeiro – Campeonato Carioca w 1916 roku.

## Śmierć
Belfort Duarte został zamordowany w Campo Belo w dniu swoich 35 urodzin 27 listopada 1918, gdy próbował się ukryć na swoim ranczu podczas epidemii hiszpanki.

## Nagroda Belforta Duarte
W celu upamiętnienia Belforta Duarte Narodowa Rada Sportu ufundowała nagrodę jego imienia. Przyznaje się ją zawodnikom, którzy w ciągu dziesięciu lat nie zostali ukarani czerwoną kartką. Przyznaje się ją zarówno profesjonalistom, jak również amatorom.